# Frente Patriótica (Zâmbia)
A Frente Patriótica é um partido político na Zâmbia. Foi fundado em 2001 por Michael Sata. Sata havia deixado o governante Movimento para a Democracia Multipartidária após o então presidente Frederick Chiluba ter nomeado Levy Mwanawasa como o candidato presidencial do MMD.
Na eleição presidencial realizada em 27 de dezembro de 2001 Sata ganhou 3,4% dos votos. Na eleição legislativa no mesmo dia, o partido conquistou 2,8% dos votos populares e 1 dos 159 lugares.
Sata foi novamente o candidato do partido para a eleição presidencial realizada em 28 de setembro de 2006. Ele chegou em segundo lugar para o então ocupante do cargo Mwanawasa com 29% dos votos. Nas eleições parlamentares, a Frente Patriótica ganhou 46 dos 158 lugares. A Frente Patriótica varrida do governo local em lugares como Copperbelt e Lusaka, e um grande número de círculos eleitorais urbanos nas províncias Norte e Luapula.
Após dez anos na oposição, veio conquistar a presidência em 23 de setembro de 2011.